# Tumor seroso
Los tumores serosos forman parte del grupo de tumores epitelial-estromal de cáncer de ovario, derivados del epitelio de Müller. Son neoplasias comunes con una fuerte tendencia a ocurrir bilateralmente, y representan aproximadamente una cuarta parte de todos los tumores de ovario.

## Grado bajo
La clasificación de "grado bajo" de los tumores serosos incluye los benignos y limítrofes, así como los malignos de grado bajo. Los tumores graves benignos se distinguen de los limítrofes por la ausencia de estratificación celular. La invasión estromal distingue los tumores límite de los malignos de grado bajo. La cirugía es curativa para los tumores benignos y probablemente para otros tumores de grado bajo.
Los tumores serosos benignos incluyen cistoadenomas serosos, cistoadenofibromas y adenofibromas. Los benignos y limítrofes suelen ser uniloculares. Contienen líquido claro y tienen un revestimiento suave compuesto por células epiteliales columnares con cilios. En el examen general, el tumor seroso puede presentarse como una lesión quística en la cual el epitelio papilar está contenido dentro de unos pocos quistes de paredes fibrosas, o las proyecciones papilares pueden estar alejadas de la superficie del epitelio.
En las lesiones limítrofes, el quiste o la superficie está revestido por estructuras papilares, que a menudo son muy complejas. Microscópicamente, las papilas estromales están cubiertas por células epiteliales atípicas, pero la invasión estromal está ausente y existe una estratificación nuclear. Aproximadamente el 15% de los tumores serosos son limítofes.
En tumores limítrofes y carcinomas de bajo grado, a menudo se encuentran cuerpos de psammoma. El psammocarcinoma seroso es una variante de bajo grado en la que hay cuerpos masivos de psammoma.

## Grado alto
Los tumores serosos de alto grado ocurren más frecuentemente que los de bajo grado, sobre todo en mujeres posmenopáusicas. Generalmente se hallan asociados a carcinomas serosos intraepiteliales tubáricos. Suelen tener su origen en la trompa de Falopio o en un quiste de inclusión.
Los tumores serosos de alto grado a menudo involucran ambos ovarios. Son sólidos y quísticos con hemorragia y necrosis. Son morfológicamente heterogéneos. Los carcinomas serosos a menudo tienen metástasis peritoneales y omentales voluminosas, y es frecuente la diseminación a los ganglios linfáticos.
Como era de esperar, la supervivencia a 5 años disminuye a medida que aumenta la etapa. Existe una tasa de supervivencia del 25% con un carcinoma seroso en estadio III.

### Etapas
- Etapa I: crecimiento del tumor limitado a los ovarios.
- Etapa II: crecimiento que involucra uno o ambos ovarios con extensión pélvica.
- Etapa III: tumor que involucra uno o ambos ovarios con implantes fuera de la pelvis.
- Estadio IV: tumor que involucra uno o ambos ovarios con presencia de metástasis a distancia.

## Epidemiología
El 25% de los tumores ováricos y el 40% de los tumores ováricos malignos son tumores serosos.

### Factores de riesgo[2]
- Mutación en los genes BRCA1 y BRCA2
- Mutación en el gen p53 (alto grado)
- Mutación en el gen KRAS (bajo grado)
- Toma de anticonceptivos orales
- Historial familiar
- Nuliparidad